# Aureusvirus
Genre
Espèces de rang inférieur
- espèce-type : Pothos latent virus

Aureusvirus est un genre de virus appartenant à la famille des Tombusviridae, sous-famille des Procedovirinae, qui contient cinq espèces acceptées par l'ICTV. Ce sont des virus à ARN à simple brin de polarité positive (ARNmc), rattachés au groupe IV de la classification Baltimore.
Ces virus infectent une gamme modérée de plantes-hôtes (phytovirus). Ces virus sont d'origine tellurique. Le PoLV, espèce-type du genre, est transmis par une espèce de champignons chytrides, Olpidium bornovanus.

## Étymologie
Le nom générique, « Aureusvirus », se réfère à l'épithète spécifique de Scindapsus aureus, l'hôte naturel du PoLV sur lequel ce virus a été isolé initialement.

## Structure
Les particules sont des virions non-enveloppés, parasphériques, à symétrie icosaédrique (T=3), d'environ 30 nm de diamètre. La capside est composée de 180 sous-unités protéiques, formées en 30 capsomères hexamériques.
Le génome, non segmenté (monopartite), est un ARN linéaire à simple brin de sens positif, dont la taille est de 4,4 kbases.

## Liste des espèces
Selon NCBI (17 janvier 2021) :
- Cucumber leaf spot virus (CLSV)
- Johnsongrass chlorotic stripe mosaic virus (JCSMV)
- Maize white line mosaic virus (MWLMV)
- Pothos latent virus (PoLV)
- Yam spherical virus (YSV)